# Chef de l'opposition officielle (Canada)
Le chef de l'opposition officielle ou formellement connu comme le Chef de la Très Loyale Opposition de Sa Majesté (en anglais : Leader of the Official Opposition) est chef du parti d'opposition disposant du plus de sièges à la Chambre des communes du Canada.
Le chef de l'opposition est placé au neuvième rang dans l'ordre de préséance. Il reçoit la même indemnité et le même niveau de protection qu'un ministre du cabinet et dispose la résidence officielle de Stornoway. Au sein de la chambre, il siège directement en face du premier ministre. 
Il existe également un chef de l'opposition au Sénat du Canada, qui est habituellement du même parti que le chef de l'opposition officielle.

## Liste
- Parti libéral du Canada
- Parti libéral-conservateur, Parti conservateur du Canada (ancien), Parti progressiste-conservateur du Canada
- Bloc québécois
- Parti réformiste du Canada
- Alliance canadienne
- Parti conservateur du Canada (contemporain)
- Nouveau Parti démocratique

| Chef de l'opposition | Chef de l'opposition        | Chef de l'opposition                     | Parti                     | Début             | Fin               | Premier ministre | Premier ministre            |
| -------------------- | --------------------------- | ---------------------------------------- | ------------------------- | ----------------- | ----------------- | ---------------- | --------------------------- |
|                      |                             | Alexander Mackenzie (1er mandat)         | Libéral                   | 6 mars 1873       | 5 novembre 1873   |                  | John A. Macdonald           |
|                      |                             | John A. Macdonald                        | Libéral-conservateur      | 6 novembre 1873   | 16 octobre 1878   |                  | Alexander Mackenzie         |
|                      |                             | Alexander Mackenzie (2d mandat)          | Libéral                   | 17 octobre 1878   | 27 avril 1880     |                  | John A. Macdonald           |
|                      | Vacant                      | Vacant                                   | Libéral                   | 28 avril 1880     | 3 mai 1880        |                  | John A. Macdonald           |
|                      |                             | Edward Blake                             | Libéral                   | 4 mai 1880        | 2 juin 1887       |                  | John A. Macdonald           |
|                      | Vacant                      | Vacant                                   | Libéral                   | 3 juin 1887       | 22 juin 1887      |                  | John A. Macdonald           |
|                      |                             | Wilfrid Laurier (1er mandat)             | Libéral                   | 23 juin 1887      | 10 juillet 1896   |                  | John A. Macdonald           |
|                      | John Abbott                 | Wilfrid Laurier (1er mandat)             | Libéral                   | 23 juin 1887      | 10 juillet 1896   |                  |                             |
|                      | John Sparrow David Thompson | Wilfrid Laurier (1er mandat)             | Libéral                   | 23 juin 1887      | 10 juillet 1896   |                  |                             |
|                      | Mackenzie Bowell            | Wilfrid Laurier (1er mandat)             | Libéral                   | 23 juin 1887      | 10 juillet 1896   |                  |                             |
|                      | Charles Tupper              | Wilfrid Laurier (1er mandat)             | Libéral                   | 23 juin 1887      | 10 juillet 1896   |                  |                             |
|                      |                             | Charles Tupper                           | Conservateur              | 11 juillet 1896   | 5 février 1901    |                  | Wilfrid Laurier             |
|                      |                             | Robert Borden                            | Conservateur              | 6 février 1901    | 9 octobre 1911    |                  | Wilfrid Laurier             |
|                      |                             | Wilfrid Laurier (2d mandat)              | Libéral                   | 10 octobre 1911   | 17 février 1919   |                  | Robert Borden               |
|                      |                             | Daniel Duncan McKenzie                   | Libéral                   | 17 février 1919   | 7 août 1919       |                  | Robert Borden               |
|                      |                             | William Lyon Mackenzie King (1er mandat) | Libéral                   | 7 août 1919       | 28 décembre 1921  |                  | Robert Borden               |
|                      | Arthur Meighen              | William Lyon Mackenzie King (1er mandat) | Libéral                   | 7 août 1919       | 28 décembre 1921  |                  |                             |
|                      |                             | Arthur Meighen                           | Conservateur              | 29 décembre 1921  | 28 juin 1926      |                  | William Lyon Mackenzie King |
|                      |                             | William Lyon Mackenzie King (2e mandat)  | Libéral                   | 29 juin 1926      | 24 septembre 1926 |                  | Arthur Meighen              |
|                      | Vacant                      | Vacant                                   | Conservateur              | 25 septembre 1926 | 10 octobre 1926   |                  | William Lyon Mackenzie King |
|                      |                             | Hugh Guthrie                             | Conservateur              | 11 octobre 1926   | 11 octobre 1927   |                  | William Lyon Mackenzie King |
|                      |                             | Richard Bedford Bennett (1er mandat)     | Conservateur              | 12 octobre 1927   | 6 août 1930       |                  | William Lyon Mackenzie King |
|                      |                             | William Lyon Mackenzie King (3e mandat)  | Libéral                   | 7 août 1930       | 22 octobre 1935   |                  | R. B. Bennett               |
|                      |                             | Richard Bedford Bennett (2d mandat)      | Conservateur              | 23 octobre 1935   | 6 juillet 1938    |                  | William Lyon Mackenzie King |
|                      |                             | Robert Manion                            | Conservateur              | 7 juillet 1938    | 13 mai 1940       |                  | William Lyon Mackenzie King |
|                      |                             | Richard Hanson                           | Conservateur              | 14 mai 1940       | 1er janvier 1943  |                  | William Lyon Mackenzie King |
|                      |                             | Gordon Graydon                           | Progressiste-conservateur | 1er janvier 1943  | 10 juin 1945      |                  | William Lyon Mackenzie King |
|                      |                             | John Bracken                             | Progressiste-conservateur | 11 juin 1945      | 20 juillet 1948   |                  | William Lyon Mackenzie King |
|                      | Vacant                      | Vacant                                   | Progressiste-conservateur | 21 juillet 1948   | 1 octobre 1948    |                  | William Lyon Mackenzie King |
|                      |                             | George A. Drew (1er mandat)              | Progressiste-conservateur | 2 octobre 1948    | 1er novembre 1954 |                  | William Lyon Mackenzie King |
|                      | Louis St-Laurent            | George A. Drew (1er mandat)              | Progressiste-conservateur | 2 octobre 1948    | 1er novembre 1954 |                  |                             |
|                      |                             | William Earl Rowe (1er mandat)           | Progressiste-conservateur | 1er novembre 1954 | 1er février 1955  |                  |                             |
|                      |                             | George A. Drew (2d mandat)               | Progressiste-conservateur | 1er février 1955  | 1er août 1956     |                  |                             |
|                      |                             | William Earl Rowe (2d mandat)            | Progressiste-conservateur | 1er août 1956     | 13 décembre 1956  |                  |                             |
|                      |                             | John Diefenbaker (1er mandat)            | Progressiste-conservateur | 14 décembre 1956  | 20 juin 1957      |                  |                             |
|                      |                             | Louis St-Laurent                         | Libéral                   | 21 juin 1957      | 15 janvier 1958   |                  | John Diefenbaker            |
|                      |                             | Lester B. Pearson                        | Libéral                   | 16 janvier 1958   | 21 avril 1963     |                  | John Diefenbaker            |
|                      |                             | John Diefenbaker (2d mandat)             | Progressiste-conservateur | 22 avril 1963     | 8 septembre 1967  |                  | Lester B. Pearson           |
|                      |                             | Michael Starr                            | Progressiste-conservateur | 9 septembre 1967  | 5 novembre 1967   |                  | Lester B. Pearson           |
|                      |                             | Robert Stanfield                         | Progressiste-conservateur | 6 novembre 1967   | 21 février 1976   |                  | Lester B. Pearson           |
|                      | Pierre Elliott Trudeau      | Robert Stanfield                         | Progressiste-conservateur | 6 novembre 1967   | 21 février 1976   |                  |                             |
|                      |                             | Joe Clark (1er mandat)                   | Progressiste-conservateur | 22 février 1976   | 3 juin 1979       |                  |                             |
|                      |                             | Pierre Elliott Trudeau                   | Libéral                   | 4 juin 1979       | 2 mars 1980       |                  | Joe Clark                   |
|                      |                             | Joe Clark (2d mandat)                    | Progressiste-conservateur | 3 mars 1980       | 1er février 1983  |                  | Pierre Elliott Trudeau      |
|                      |                             | Erik Nielsen                             | Progressiste-conservateur | 2 février 1983    | 28 août 1983      |                  | Pierre Elliott Trudeau      |
|                      |                             | Brian Mulroney                           | Progressiste-conservateur | 29 août 1983      | 16 septembre 1984 |                  | Pierre Elliott Trudeau      |
|                      | John Turner                 | Brian Mulroney                           | Progressiste-conservateur | 29 août 1983      | 16 septembre 1984 |                  |                             |
|                      |                             | John Turner                              | Libéral                   | 17 septembre 1984 | 7 février 1990    |                  | Brian Mulroney              |
|                      |                             | Herb Gray                                | Libéral                   | 8 février 1990    | 20 décembre 1990  |                  | Brian Mulroney              |
|                      |                             | Jean Chrétien                            | Libéral                   | 21 décembre 1990  | 3 novembre 1993   |                  | Brian Mulroney              |
|                      | Kim Campbell                | Jean Chrétien                            | Libéral                   | 21 décembre 1990  | 3 novembre 1993   |                  |                             |
|                      |                             | Lucien Bouchard                          | Bloc québécois            | 4 novembre 1993   | 14 janvier 1996   |                  | Jean Chrétien               |
|                      |                             | Gilles Duceppe                           | Bloc québécois            | 15 janvier 1996   | 16 février 1996   |                  | Jean Chrétien               |
|                      |                             | Michel Gauthier                          | Bloc québécois            | 17 février 1996   | 14 mars 1997      |                  | Jean Chrétien               |
|                      |                             | Gilles Duceppe                           | Bloc québécois            | 15 mars 1997      | 1er juin 1997     |                  | Jean Chrétien               |
|                      |                             | Preston Manning                          | Réformiste                | 2 juin 1997       | 26 mars 2000      |                  | Jean Chrétien               |
|                      |                             | Deborah Grey                             | Alliance canadienne       | 27 mars 2000      | 10 septembre 2000 |                  | Jean Chrétien               |
|                      |                             | Stockwell Day                            | Alliance canadienne       | 11 septembre 2000 | 11 décembre 2001  |                  | Jean Chrétien               |
|                      |                             | John Reynolds                            | Alliance canadienne       | 12 décembre 2001  | 20 mai 2002       |                  | Jean Chrétien               |
|                      |                             | Stephen Harper (1er mandat)              | Alliance canadienne       | 21 mai 2002       | 8 janvier 2004    |                  | Jean Chrétien               |
|                      | Paul Martin                 | Stephen Harper (1er mandat)              | Alliance canadienne       | 21 mai 2002       | 8 janvier 2004    |                  |                             |
|                      |                             | Grant Hill (en)                          | Alliance canadienne       | 9 janvier 2004    | 1er février 2004  |                  |                             |
|                      | Conservateur                | Grant Hill (en)                          | 2 février 2004            | 19 mars 2004      |                   |                  |                             |
|                      |                             | Stephen Harper (2d mandat)               | Conservateur              | 20 mars 2004      | 5 février 2006    |                  |                             |
|                      |                             | Bill Graham                              | Libéral                   | 6 février 2006    | 1er décembre 2006 |                  | Stephen Harper              |
|                      |                             | Stéphane Dion                            | Libéral                   | 2 décembre 2006   | 9 décembre 2008   |                  | Stephen Harper              |
|                      |                             | Michael Ignatieff                        | Libéral                   | 10 décembre 2008  | 1er mai 2011      |                  | Stephen Harper              |
|                      |                             | Jack Layton                              | NPD                       | 2 mai 2011        | 22 août 2011      |                  | Stephen Harper              |
|                      |                             | Nycole Turmel                            | NPD                       | 23 août 2011      | 23 mars 2012      |                  | Stephen Harper              |
|                      |                             | Thomas Mulcair                           | NPD                       | 24 mars 2012      | 4 novembre 2015   |                  | Stephen Harper              |
|                      |                             | Rona Ambrose                             | Conservateur              | 5 novembre 2015   | 27 mai 2017       |                  | Justin Trudeau              |
|                      |                             | Andrew Scheer                            | Conservateur              | 27 mai 2017       | 24 août 2020      |                  | Justin Trudeau              |
|                      |                             | Erin O'Toole                             | Conservateur              | 24 août 2020      | 2 février 2022    |                  | Justin Trudeau              |
|                      |                             | Candice Bergen                           | Conservateur              | 2 février 2022    | 10 septembre 2022 |                  | Justin Trudeau              |
|                      |                             | Pierre Poilievre                         | Conservateur              | 10 septembre 2022 | 28 avril 2025     |                  | Justin Trudeau              |
|                      |                             | Andrew Scheer                            | Conservateur              | 7 mai 2025        |                   | Mark Carney      |                             |